# Canton de Méréville
Le canton de Méréville est une ancienne division administrative et une circonscription électorale française située dans le département de l’Essonne et la région Île-de-France.

## Géographie

### Situation
| Type d’occupation           | Pourcentage | Superficie (en hectares) |
| --------------------------- | ----------- | ------------------------ |
| Espace urbain construit     | 3,9 %       | 921,64                   |
| Espace urbain non construit | 1,7 %       | 406,74                   |
| Espace rural                | 94,4 %      | 22 237,42                |
| Source : Iaurif             |             |                          |

Le canton de Méréville était organisé autour de la commune de Méréville dans l’arrondissement d'Étampes. Son altitude variait entre soixante-dix mètres à Boissy-la-Rivière et cent cinquante et un mètres à Guillerval, pour une altitude moyenne de cent dix-sept mètres.

### Composition
Le canton de Méréville comptait vingt-deux communes :
| Communes               | Population (2012) | Code postal | Code Insee  |
| ---------------------- | ----------------- | ----------- | ----------- |
| Abbéville-la-Rivière   | 283 hab.          | 91150       | 91 1 17 001 |
| Angerville             | 3 753 hab.        | 91670       | 91 1 17 016 |
| Arrancourt             | 128 hab.          | 91690       | 91 1 17 022 |
| Blandy                 | 115 hab.          | 91150       | 91 1 17 067 |
| Bois-Herpin            | 75 hab.           | 91150       | 91 1 17 075 |
| Boissy-la-Rivière      | 551 hab.          | 91690       | 91 1 17 079 |
| Brouy                  | 125 hab.          | 91150       | 91 1 17 112 |
| Chalou-Moulineux       | 418 hab.          | 91740       | 91 1 17 131 |
| Champmotteux           | 376 hab.          | 91150       | 91 1 17 137 |
| Congerville-Thionville | 222 hab.          | 91740       | 91 1 17 613 |
| Estouches              | 207 hab.          | 91660       | 91 1 17 222 |
| Fontaine-la-Rivière    | 203 hab.          | 91690       | 91 1 17 240 |
| Guillerval             | 766 hab.          | 91690       | 91 1 17 294 |
| La Forêt-Sainte-Croix  | 155 hab.          | 91150       | 91 1 17 248 |
| Marolles-en-Beauce     | 218 hab.          | 91150       | 91 1 17 374 |
| Méréville              | 3 221 hab.        | 91660       | 91 1 17 390 |
| Mespuits               | 191 hab.          | 91150       | 91 1 17 399 |
| Monnerville            | 401 hab.          | 91930       | 91 1 17 414 |
| Pussay                 | 1 963 hab.        | 91740       | 91 1 17 511 |
| Roinvilliers           | 92 hab.           | 91150       | 91 1 17 526 |
| Saclas                 | 1 806 hab.        | 91690       | 91 1 17 533 |
| Saint-Cyr-la-Rivière   | 501 hab.          | 91690       | 91 1 17 544 |

### Démographie
| 1968  | 1975   | 1982   | 1990   | 1999   | 2006   | 2010   |
| ----- | ------ | ------ | ------ | ------ | ------ | ------ |
| 9 624 | 10 680 | 11 549 | 12 910 | 14 036 | 14 883 | 15 770 |

### Pyramide des âges
| Hommes | Classe d’âge | Femmes |
| ------ | ------------ | ------ |
| 0,3    | 90 ans ou +  | 1,0    |
| 5,4    | 75 à 89 ans  | 7,7    |
| 12,3   | 60 à 74 ans  | 11,8   |
| 21,4   | 45 à 59 ans  | 21,4   |
| 22,3   | 30 à 44 ans  | 22,2   |
| 16,3   | 15 à 29 ans  | 15,2   |
| 22,0   | 0 à 14 ans   | 20,6   |

| Hommes | Classe d’âge | Femmes |
| ------ | ------------ | ------ |
| 0,3    | 90 ans ou +  | 0,8    |
| 4,4    | 75 à 89 ans  | 6,7    |
| 11,3   | 60 à 74 ans  | 11,9   |
| 19,9   | 45 à 59 ans  | 20,0   |
| 21,9   | 30 à 44 ans  | 21,4   |
| 20,6   | 15 à 29 ans  | 19,2   |
| 21,7   | 0 à 14 ans   | 20,0   |

## Historique
En 1801 fut créé le canton de Méréville, rattaché à l’arrondissement d'Étampes dans l’ancien département de Seine-et-Oise. Il comprenait les communes d’Abbéville, Angerville, Arrancourt, Blandy, Bois-Herpin, Boissy-la-Rivière, Chalou-Moulineux, Congerville, Estouches, Fontaine-la-Rivière, La Forêt-Sainte-Croix, Guillerval, Marolles, Méréville, Monnerville, Pussay, Roinvilliers, Saclas, Saint-Cyr-la-Rivière et Thionville. En 1926, le canton fut rattaché à l’arrondissement de Rambouillet.
Le canton de Méréville, division de l’actuel département de l’Essonne, fut créé par le décret ministériel no 67-589 du 22 juillet 1967, il regroupait à l’époque les communes de Abbéville-la-Rivière, Angerville, Arrancourt, Blandy, Bois-Herpin, Boissy-la-Rivière, Brouy, Chalou-Moulineux, Champmotteux, Congerville-Thionville, Estouches, Fontaine-la-Rivière, La Forêt-Sainte-Croix, Guillerval, Marolles-en-Beauce, Méréville, Mespuits, Monnerville, Pussay, Roinvilliers, Saclas et Saint-Cyr-la-Rivière.

## Représentation

### Conseillers généraux du canton de Méréville
| Période | Période          | Identité                          | Étiquette                | Qualité |
| ------- | ---------------- | --------------------------------- | ------------------------ | --- |
| 1833    | 1842             | Louis Isidore Foye                | Majorité conservatrice   | Ancien Sous-Préfet d'Étampes Député en 1834 Propriétaire à Saclas, maire d'Étréchy (1848-1851)                                                                                            |
| 1842    | 1848             | Comte Léon de Laborde             | Majorité gouvernementale | Archéologue Aide de camp du Général La Fayette Maire de Fontenay, propriétaire à Méréville Député (1841-1842 et 1846-1848) Sénateur (1868-1869)                                           |
| 1848    | 1852             | Ferdinand Louis Tréfouel          |                          | Chef du contentieux au chemin de fer de Lyon, Paris Propriétaire à Angerville, conseiller d'arrondissement                                                                                |
| 1852    | 1871             | Alexandre Augustin Justin Lecomte |                          | Cultivateur, maire de Guillerval |
| 1871    | 1874             | Ernest Menault                    | Républicain              | Inspecteur général de l'agriculture Ecrivain et zoologiste, Angerville |
| 1874    | 1880             | Émile Julien Delerue              | Droite                   | Ingénieur en chef des Ponts et Chaussées Propriétaire à Paris |
| 1880    | 1892             | Ernest Menault                    | Républicain              | Inspecteur général de l'agriculture Ecrivain et zoologiste, conseiller municipal d'Angerville                                                                                             |
| 1892    | 1921 (décès)     | Georges Dufour                    | Républicain              | Avocat à la Cour d'appel de Paris Maire de Méréville Propriétaire rue de Saint-Pétersbourg à Paris                                                                                        |
| 1921    | 1922             | Hippolyte Sarre                   | SFIO                     | Cordonnier et apiculteur Adjoint au Maire de Monnerville |
| 1922    | 1928             | Gustave Brinon                    | RG                       | Industriel Maire de Pussay (1911-1938) |
| 1928    | 1940             | Maurice Dormann                   | Rad.ind.                 | Ancien ouvrier typographe Propriétaire boulevard Saint-Germain à Paris Député (1928-1936) - Sénateur (1936-1940) Ministre des Pensions (1930-1931) Nommé conseiller départemental en 1943 |
|         |                  |                                   |                          | |
| 1945    | 1958             | Serge Lefranc                     | PCF                      | Négociant en volailles Maire de Saclas, sénateur de Seine-et-Oise (1946-1948) |
| 1958    | 1964             | Pierre Barberot                   | Centriste                | Maire de Méréville |
| 1964    | 1985             | Serge Lefranc                     | PCF                      | Maire de Saclas |
| 1985    | 2004             | Philippe Allaire                  | UDF                      | Cadre dirigeant Maire de Guillerval |
| 2004    | 2005 (démission) | Franck Marlin                     | RPR puis UMP             | Grands corps de l'État Député (1995-2017) Maire d’Étampes |
| 2005    | 2015             | Guy Crosnier                      | UMP                      | Agriculteur Maire de La Forêt-Sainte-Croix Elu en 2015 dans le Canton d'Étampes |

### Conseillers d'arrondissement (de 1833 à 1940)
Le canton de Méréville avait deux conseillers d'arrondissement.
| Période                                  | Période      | Identité                                    | Étiquette   | Qualité |
| ---------------------------------------- | ------------ | ------------------------------------------- | ----------- | --- |
| 1833                                     | 1839         | M. Beauvallet                               |             | Propriétaire à Saclas                                                                                       |
| 1833                                     | 1845         | M. Marcille                                 |             | Propriétaire à Monnerville                                                                                  |
| 1839                                     | 1848         | Alexandre Justin Augustin Lecomte           |             | Maitre de poste à Guillerval                                                                                |
| 1845                                     | 1848         | Ferdinand Louis Tréfouel                    |             | Propriétaire à Angerville                                                                                   |
| 1848                                     | 1867         | M. Marcille                                 |             | Maire de Monnerville                                                                                        |
|                                          |              |                                             |             | |
| 1852                                     | 1867         | M. Rousseau                                 |             | Maitre de poste à Angerville                                                                                |
| 1867                                     | 1879 (décès) | Alexandre Potheau (1824-1879)               |             | Meunier à Saclas                                                                                            |
| 1867                                     | 1871         | François Casimir Ernest Ménault (1830-1903) |             | Homme de lettres, zoologue, rédacteur agricole du Journal Officiel, propriétaire à Angerville               |
| 1871                                     | 1889         | M. Legrand                                  |             | Ancien maire de Saclas                                                                                      |
| 1880                                     | 1883         | Edmond Féau                                 | Républicain | Ancien manufacturier, avocat à Paris, maire de Pussay, député (1881-1885)                                   |
| 1883                                     | 1900 (décès) | Louis Félix Adonis Thomin                   |             | Cultivateur, maire de Monnerville, suppléant du juge de paix                                                |
| 1889                                     | 1901         | Médéric Macaire Legrand                     |             | Instituteur, maire de Saclas                                                                                |
| 1900                                     | 1907         | M. Thomas                                   |             | Cultivateur à Pussay                                                                                        |
| 1901                                     | 1907         | Philippe Charpentier                        |             | Meunier à Boigny, adjoint au maire de Méréville                                                             |
| 1907                                     | 1913         | Louis-Jules Desmolins                       |             | Pharmacien, maire d'Angerville                                                                              |
| 1907                                     | 1913         | Alexandre Ravacley (1855-1919)              |             | Notaire à Saclas, propriétaire Rue Pergolèse à Paris                                                        |
| 1913                                     | 1925         | Célestin Joubert (1861-1934)                |             | Éditeur, propriétaire du château de Chalou-Moulineux et à Paris, Rue d'Hauteville                           |
| 1913                                     | 1925         | Emile Charpentier                           |             | Meunier, propriétaire à Méréville                                                                           |
| 1925                                     | 1937 (décès) | Henri Bosc                                  | Radical     | Propriétaire à Angerville                                                                                   |
| 1925                                     | 1934         | M. Vénard                                   | URD         | Propriétaire de la Ferme de Menessard à Méréville                                                           |
| 1934                                     | 1940         | Georges Ferrand (1870-1950)                 | Droite      | Notaire, maire de Méréville (1929-1950)                                                                     |
| 1940                                     |              |                                             |             | Les conseils d'arrondissement ont été suspendus par la loi du 12 octobre 1940 et n'ont jamais été réactivés |
| Les données manquantes sont à compléter. |              |                                             |             | |

### Résultats électoraux
Élections cantonales, résultats des deuxièmes tours :
- Élections cantonales de 1992 : 75,62 % pour Philippe Allaire (UDF), 24,38 % pour M. Pon (FN), 67,92 % de participation[12].
- Élections cantonales de 1998 : 39,72 % pour Philippe Allaire (UDF), 38,68 % pour Sébastien Lepetit (PS), 60,38 % de participation[13].
- Élections cantonales de 2004 : 53,82 % pour Franck Marlin (UMP), 46,18 % pour Patrice Chauveau (PCF), 68,76 % de participation[14].
- Élections cantonales partielles de 2005 : 53,89 % pour Guy Crosnier (DVD), 46,11 % pour Patrice Chauveau (PCF), 40,26 % de participation[15].
- Élections cantonales de 2011 : 67,57 % pour Guy Crosnier (UMP), 32,43 % pour Jacques Met (FN), 45,36 % de participation[16].

## Économie

### Emplois, revenus et niveau de vie
| Répartition des emplois par catégories socioprofessionnelles en 2006. |              |                                           |                                                   |                            |                          |                           |
|                                                                       | Agriculteurs | Artisans, commerçants, chefs d’entreprise | Cadres et professions intellectuelles supérieures | Professions intermédiaires | Employés                 | Ouvriers                  |
| Canton de Méréville                                                   | 5,1 %        | 8,8 %                                     | 9,3 %                                             | 19,4 %                     | 24,3 %                   | 33,1 %                    |
| Département de l’Essonne                                              | 0,2 %        | 4,5 %                                     | 22,1 %                                            | 27,7 %                     | 27,6 %                   | 17,9 %                    |
| Moyenne nationale                                                     | 2,2 %        | 6,0 %                                     | 15,4 %                                            | 24,6 %                     | 28,7 %                   | 23,2 %                    |
| Répartition des emplois par secteurs d’activités en 2006.             |              |                                           |                                                   |                            |                          |                           |
|                                                                       | Agriculture  | Industrie                                 | Construction                                      | Commerce                   | Services aux entreprises | Services aux particuliers |
| Canton de Méréville                                                   | 7,9 %        | 17,5 %                                    | 10,0 %                                            | 12,5 %                     | 12,9 %                   | 7,9 %                     |
| Département de l’Essonne                                              | 0,8 %        | 11,5 %                                    | 6,1 %                                             | 15,4 %                     | 18,8 %                   | 6,4 %                     |
| Moyenne nationale                                                     | 3,5 %        | 15,2 %                                    | 6,4 %                                             | 13,3 %                     | 13,3 %                   | 7,6 %                     |
| Sources : Insee,                                                      |              |                                           |                                                   |                            |                          |                           |

## Pour approfondir

## Sources
1. ↑  Fiche multicommunale d’occupation des sols en 2008 sur le site de l’Iaurif. Consulté le 17/11/2010.
2. ↑  Évolution démographique cantonale sur le site de l’Insee. Consulté le 19/05/2009.
3. ↑  Données démographiques cantonales 2006 sur le site de l’Insee. Consulté le 19/05/2009.
4. ↑  Population légale 2010 sur le site de l’Insee. Consulté le 31/12/2012.
5. ↑  Pyramide des âges cantonale 2009 sur le site de l’Insee. Consulté le 08/07/2012.
6. ↑  Pyramide des âges de l’Essonne en 2008 sur le site de l’Insee. Consulté le 07/07/2012.
7. ↑  JO du 22/07/1967 sur le site legifrance.gouv.fr Consulté le 01/01/2009.
8. ↑  « Ministère de la culture - Base Léonore », sur culture.gouv.fr (consulté le 25 avril 2023).
9. ↑  « Journal officiel de la République française. Lois et décrets » , sur Gallica, 2 novembre 1921 (consulté le 11 septembre 2020).
10. ↑  Journal officiel de la République française. Lois et décrets, parution 11 juin  1943, (en ligne).
11. ↑  « Georges Ferrand, maire : Sur l'Occupation et la Libération de Méréville (notes… », sur corpusetampois.com (consulté le 25 avril 2023).
12. ↑  Résultats de l’élection cantonale 1992 sur le site du Figaro. Consulté le 20/10/2009.
13. ↑  Résultats de l’élection cantonale 1998 sur le site du Figaro. Consulté le 20/10/2009.
14. ↑  Résultats de l’élection cantonale 2004 sur le site du ministère de l’Intérieur. Consulté le 19/05/2009.
15. ↑  Résultats de l’élection cantonale partielle 2005 sur le site du ministère de l’Intérieur. Consulté le 05/11/2009.
16. ↑  Résultats de l’élection cantonale 2011 sur le site du ministère de l’Intérieur. Consulté le 29/03/2011.
17. ↑  Rapport statistique cantonal sur le site de l’Insee. Consulté le 27/04/2010.
18. ↑  Rapport statistique départemental sur le site de l’Insee. Consulté le 16/08/2009.
19. ↑  Rapport statistique national sur le site de l’Insee. Consulté le 05/07/2009.